# Elvertia krusei
Elvertia krusei is een platworm (Platyhelminthes). De worm is tweeslachtig. De soort leeft in het zoute water.
De platworm komt uit het geslacht Elvertia. Elvertia krusei werd in 1989 beschreven door Noldt.